# Chinees-Amerikaanse literatuur
Chinees-Amerikaanse literatuur is de verzamelnaam voor literatuur uit de Verenigde Staten geschreven door auteurs van Chinese afkomst. De eerste Chinees-Amerikaanse literatuur dateert uit de 19e eeuw. In de 20e eeuw was er een bloeiperiode met schrijvers als Sui Sin Far, Frank Chin, Maxine Hong Kingston en Amy Tan.

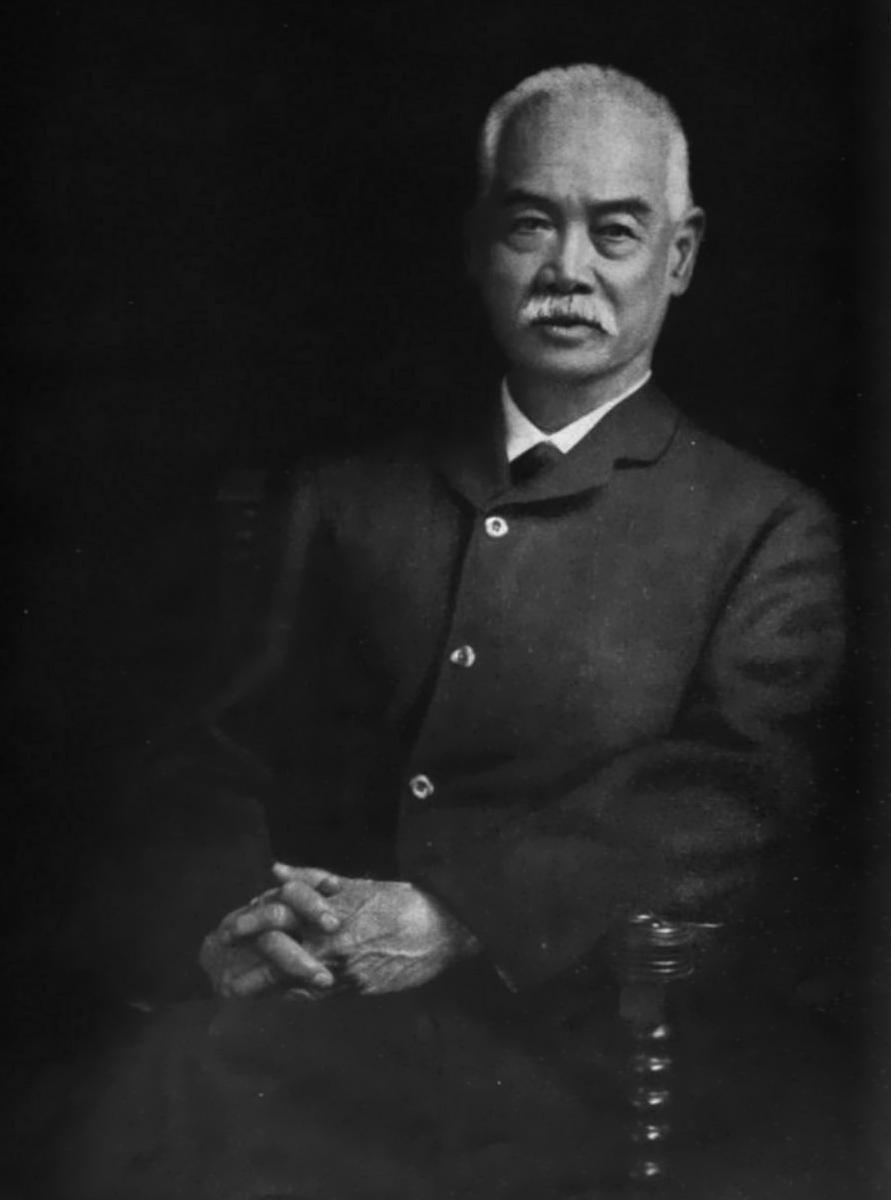
Schrijver Yung Wing in 1910
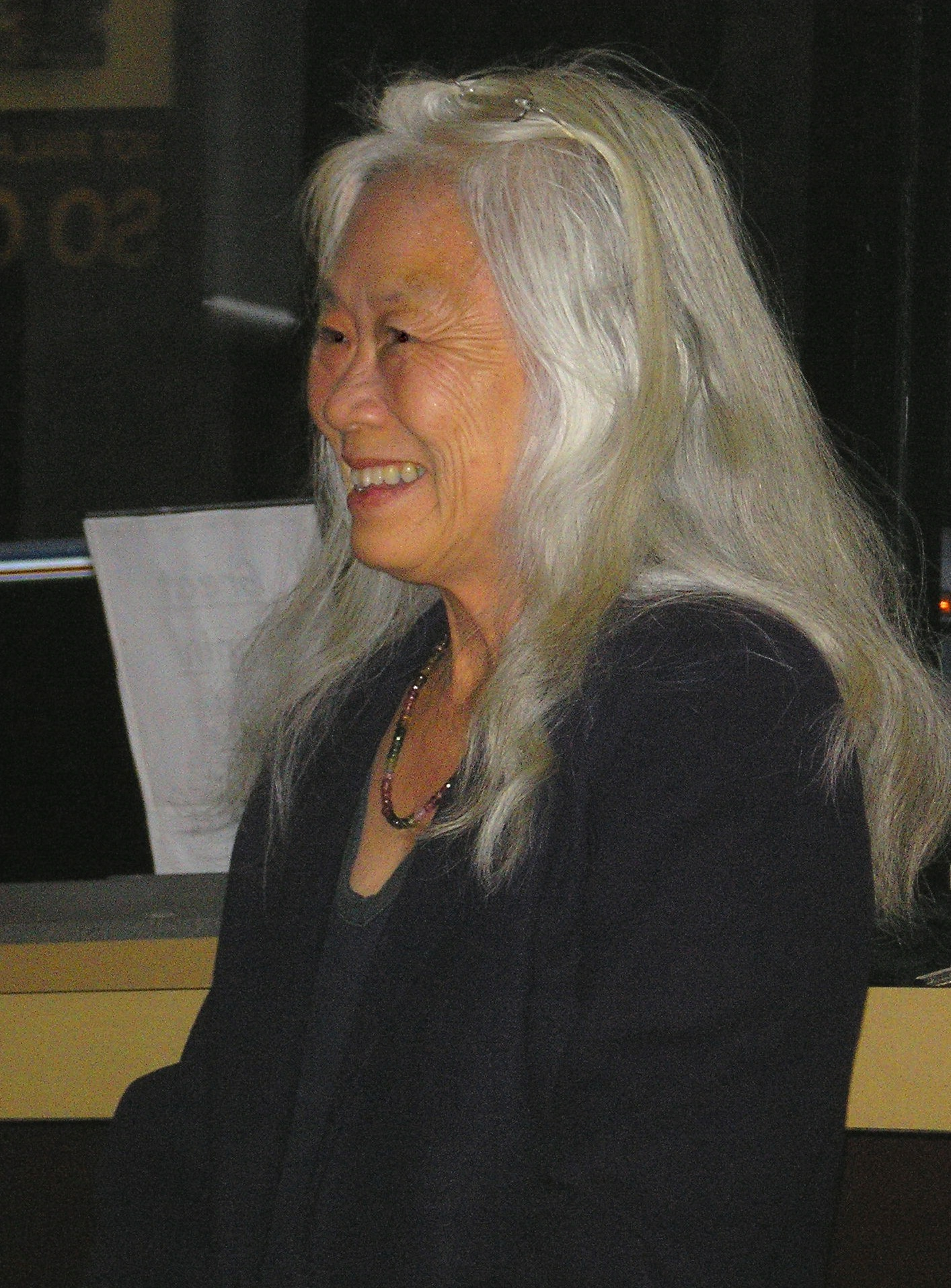
Schrijfster Maxine Hong Kingston in 2006

## Bekende Chinees-Amerikaanse schrijvers
- Ted Chiang
- Frank Chin
- Sui Sin Far
- Tess Gerritsen
- David Henry Hwang
- Maxine Hong Kingston

- C.Y. Lee
- Yu Lihua
- Bette Bao Lord
- Amy Tan
- Meg Tilly
- Yung Wing

- Jade Snow Wong
- Shawn Wong
- David Wong Louie
- Lin Yutang
- Helen Zia